# Акоп Акопян
Акоп Акопян (29 май 1866, Елизаветпол – 13 ноември 1937, Тбилиси) е арменски и съветски писател (поет, мемоарист) и преводач.
Считан е за арменския Максим Горки, основоположник на арменската пролетарска литература. Под влияние на народното творчество възпява социалистическото строителство.
Той е сред първите пропагандисти на марксизма в Армения. Става член на Руската социалдемократическа работническа партия през 1904 г.
Автор е на революционни стихове и поеми. Публикува първата си книга през 1899 г.
Удостоен е с почетни звания „народен писател“ на Арменската ССР и на Грузинската ССР (1923).

## Творчество
- „Боговете заговориха“, 1922 г.
- „Ширканал – болшевик“, 1924 г.
- „Волховстрой“, 1925 г.